# Encyclopédie soviétique ukrainienne
L'Encyclopédie soviétique ukrainienne (en ukrainien : Українська радянська енциклопедія) est une encyclopédie polyvalente de l'Ukraine, publiée en URSS.

## Premier essai
À la suite de la publication du premier volume de l'Ukrainian General Encyclopedia (uk) à Lviv, puis en Pologne, en 1930, l'Encyclopédie soviétique ukrainienne (Ukrainian Soviet Encyclopedia, USE ) est commandée par Mykola Skrypnyk. Au cours de sa présidence à Kharkiv, le comité de rédaction de l'USE est institué, enrôlant l'aide de plus de 100 professionnels. L'impression de l'ouvrage commence au début de 1933, mais les censeurs de Moscou décrient l'encyclopédie comme étant nationaliste. Sur les vingt volumes prévus, seuls trois sont produits. La même année, Skrypnyk se suicide et est remplacé par Volodymyr Zatonsky. Les copies imprimées sont détruites et les plans pour l'édition de novembre 1934 de USE abandonnés.

## Première édition
Au début de 1948, l'intérêt pour l'USE revient en réponse à la publication de l'Encyclopédie des études ukrainiennes qui est une tentative de préserver un patrimoine national ukrainien qui serait menacé par le régime soviétique en Ukraine. Cependant les travaux ne reprennent qu'après la mort de Staline. De 1959 à 1965, la première édition de l'USE est publiée en 17 volumes avec plus de 45 000 articles. L'avant-propos indique que l'USE « devrait montrer l'unité fraternelle du peuple avec le peuple russe et tous les autres peuples de la patrie soviétique » et qu'elle est contre le « nationalisme bourgeois ukrainien », une référence à l'Encyclopédie des études ukrainiennes. Les traductions en russe et en anglais de la première édition sont publiées en 1969.

## Deuxième édition
En 1974, la deuxième édition de l'USE commence à paraître, se terminant en 1985. Une traduction complète en russe commence en 1978. La publication se compose de 12 volumes avec plus de 50 000 articles (le nombre réduit de volumes peut s'expliquer par l'augmentation du nombre de colonnes par page, passant de 2 à 3) L'éditeur des deux publications est l'écrivain Mykola Bazhan. Le contenu comprend des sections sur la littérature ukrainienne et les artistes et scientifiques d'origine différente qui ont travaillé sur le territoire de l'Ukraine. L'encyclopédie montre la forte influence de l'idéologie bolchevique. Par exemple, « Language » n'a que six pages et « Religion et l'Église » n'en compte que trois, tandis que 25 pages sont consacrées au Parti communiste de l'Union soviétique (PCUS). Des personnages historiques de l'histoire ukrainienne tels qu'Ivan Mazepa ne sont pas considérés de manière positive, afin d'éviter de brasser des sentiments nationalistes. Il n'y a pas d'articles sur les groupes ethniques de l'Ukraine.

## Dictionnaire encyclopédique soviétique ukrainien

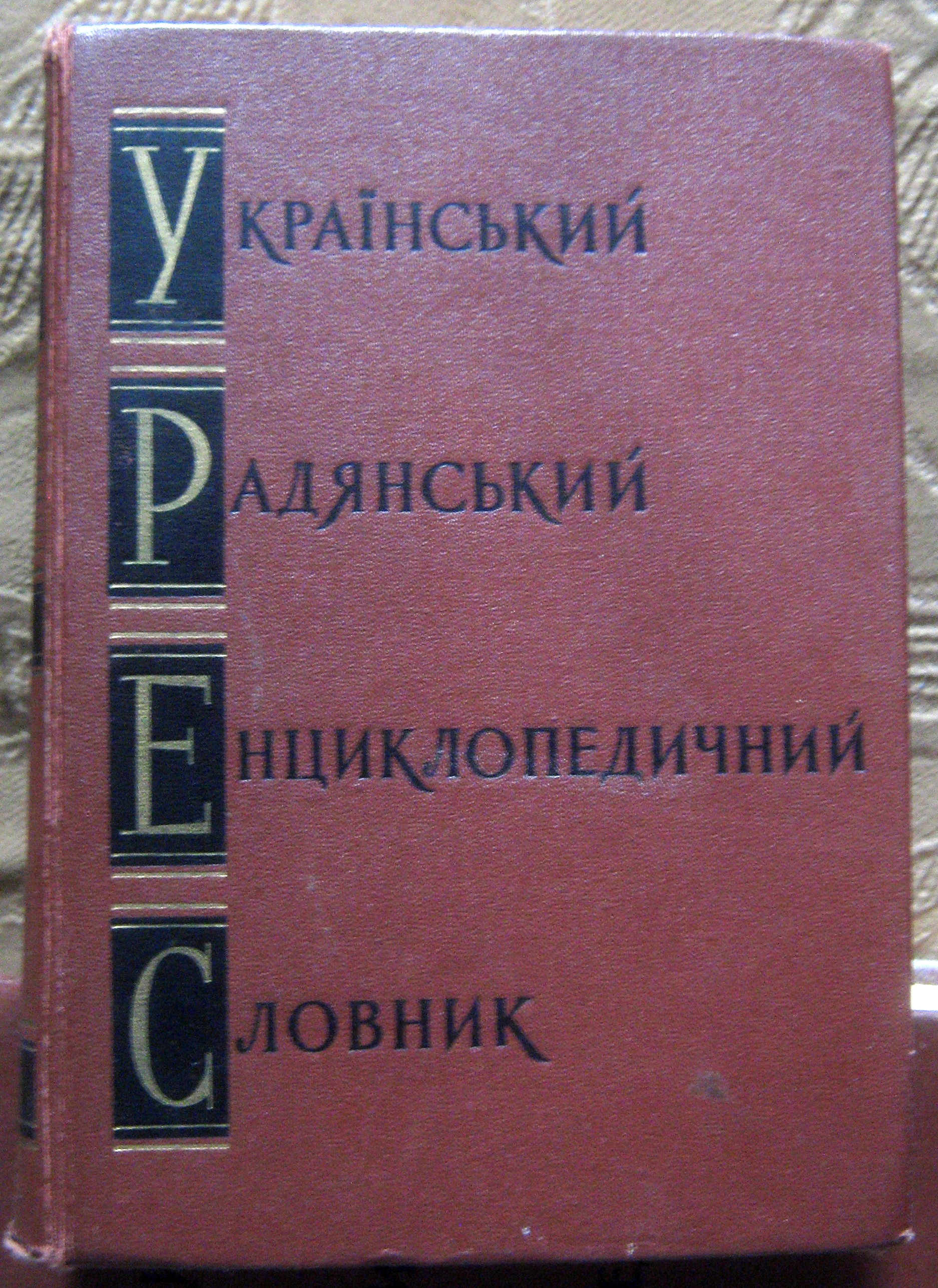
Couverture de la première édition du Dictionnaire encyclopédique soviétique ukrainien.

Le Dictionnaire encyclopédique soviétique ukrainien est une variante abrégée de l'Encyclopédie soviétique ukrainienne, qui a également été publiée par l'éditeur spécialisé d'État pan-ukrainien « Encyclopédie ukrainienne ». Il y a deux éditions du dictionnaire et toutes deux contiennent trois volumes. La première édition est publiée en 1966-1968, et la seconde en 1986-1987.